# Orleans (Nebraska)
Orleans es una villa en el Condado de Harlan, Nebraska, Estados Unidos. En 2000, la población era de 425 habitantes, según el censo de ese año.

## Geografía
Orleans está ubicada en las coordenadas 40°07′54″N 99°27′20″O / 40.131620, -99.455519 (40.131620, -99.455519).
De acuerdo a la Oficina del Censo de los Estados Unidos, la villa tiene un total de 1.6 km² de superficie terrestre.

## Demografía
De acuerdo al censo de 2000, había 425 personas, 203 sostenes de hogar y 119 familias viviendo en la villa. La densidad de población es de 269 personas por kilómetro cuadrado (km²). 
La distribución racial de la villa era 98.82% Caucásicos, 0.24% Nativos Americanos, 0.24% Asiáticos, y 0.71% de dos o más razas. Los Hispanos o Latinos de cualquier tipo representaban 1.18% de la población.

## Hechos Breves
Orleans albergaba la lechería más grande del mundo.
Es una pequeña comunidad rural.
La Villa consiste en una biblioteca, un banco, tres restaurantes, una estación de servicio, una abarrotería, una piscina y una venta de artículos para automóviles.
La Temporada de caza es una de las más ocupadas en la villa. Orleans también es famosa por el Festival de la Manzana y la Feria del Condado de Harlan
- Datos: Q2105387
- Multimedia: Orleans, Nebraska / Q2105387

1. ↑  Zip Data Maps, código ZIP n.º 68966.